# جامع النبي جرجيس
جامع النبي جرجيس هو جامع تاريخي من مساجد الموصل الأثرية التراثية، ويقع في منطقة سوق الشعارين قرب أسواق السرج خانه، وقد أقدم مسلحوا داعش على تفخيخ وتفجير جامع النبي جرجيس في يوم الجمعة 27 رمضان 1435هـ/25 تموز 2014 م.

## تاريخ الجامع
الجامع كان بالأصل مسجدا صغيرا، ولا يعرف بالتأكيد سنة انشائهِ، لكن الزخارف والكتابات الكوفية فيه تشير على انها من القرن السادس للهجرة، ولقد شيد وبني الجامع في عهد الدولة العثمانية عام 1208هـ، على غرفة القبر ويكون الدخول للقبر من داخل الحرم، وبلغت مساحة الجامع حوالي 2000م2، وقد أعيد صيانة الجامع من قبل ديوان الوقف السني عام 2009م.
ولا توجد معلومات أكيدة على وجود تربة جرجيس النبي فيهِ، لكن يوصف بمشهد النبي جرجيس منذ أمد بعيد.
وجاء عن الشيخ عبد الملك بن حماد بن دباس الكناني الموصلي المتوفي سنة 571هـ، إنه توفي معمراً بالموصل ودفن في مشهد النبي جرجيس. وهو أقدم نص صريح بوجود مشهد للنبي جرجيس في الموصل.
وفي عام 580هـ، زار الجامع ابن جبير الأندلسي وقال عنه: (( وخص الله هذهِ البلدة بتربة مقدسة فيها مشهد النبي جرجيس عليه السلام، وقد بني فيهِ مسجد، وقبرهُ في زاوية من أحد بيوت المسجد عن يمين الداخل إليهِ، وهذا المسجد هو بين الجامع الجديد وباب الجسر، يجدهُ المار إلى الجامع من باب الجسر عن يساره، فتبركنا بزيارة هذا القبر ...)). ويستدل من ذلك إن الحضرة التي فيها القبر تقع على يمين الداخل، وهي أقدم من مبنى المصلى الذي تحت القبة.
وذكر هذا المشهد الهروي المتوفي عام 611هـ، فقال عند كلامه عن الموصل: (( وبها مشهد جرجيس النبي عليه السلام وقبره أيضاً بالسوس من بلاد خوزستان)). فالهروي يؤيد وجود القبر في المشهد في أواخر القرن السادس للهجرة. ومما يؤيد ذلك قول ياقوت الحموي في كلامهِ عن مدينة الموصل: ((... وفي وسط المدينة قبر جرجيس النبي ...)). وذكر ذلك القزويني المتوفي عام 682هـ، عند كلامهِ عن الموصل، فقال: (وفي نفس المدينة مشهد جرجيس النبي).
وورد في كتاب مروج الذهب ومعادن الجوهر للمسعودي إن جرجيس عبدا صالحا وليس نبيا، حيث ورد إنه عبد صالح من أرض فلسطين ممن أدرك بقايا من حواري النبي عيسى بن مريم، وإنه تجهز للسفر إلى ملك الموصل، كما قال ابن حميد: حدثنا سلمة، عن ابن اسحاق، عن وهب بن منبه، وغيره من أهل العلم، أنه كان بالموصل ملكا أسمه دازانه، وقد بسط ملكه على جميع بلاد الشام، وكان جبارا عاتيا، وكان جرجيس رجلا صالحا من أهل فلسطين، وكان رجلا مؤمنا يكتم إيمانه في عصبة معه صالحين، وكانوا قد ادركوا بقايا من الحواريين فسمعوا منهم، وأخذوا عنهم، وقد جاء جرجيس إلى نينوى لملاقاة ملكها ودعوته إلى عبادة الله الواحد، فما كان من الملك إلا أن عذبه وقتله.
وفي سنة 796هـ، استولى تيمورلنك على مدينة الموصل فدمرها وقتل أكثر أهلها، ثم عمر تيمورلنك مبنى جامع النبي يونس ووسع مشهد وضريح النبي جرجيس واتخذهُ جامعاً، وبنى قبة فوق القبر (الحضرة) ووضع صندوقاً فوق القبر، كما إنه وسع المصلى وأوقف لهُ، وللحضرة أوقافا كثيرة في الموصل وصار يعرف منذ ذلك الوقت بجامع النبي جرجيس.
أما ما يقولهُ بعض الناس من أن القائد تيمورلنك هو الذي أظهر القبر، فهو قول لا حقيقة له، لأنه بنى القبة التي فوق القبر ووسع المصلى واتخذ فيهِ منبراً، ويؤيد هذا ما ذكرهُ العمري عند كلامهِ عن ضريح النبي جرجيس : ((قبره الشريف في نص -منتصف- الموصل القديم، وليس كما يقول بعض الناس ان تيمور استخرجهُ وبنى عليهِ جامعاً، ولعلهُ كبره وضم عليهِ بعض الأمكنة واستحدث فيهِ شيئا، والله أعلم)).
والمدرسة التي تقع في فناء الجامع، فقد ورد ذكرها في القرن الحادي عشر للهجرة، وممن درس بها محمود أفندي عبد الوهاب المتوفي سنة 1082هـ، ولا يعلم من بناها أو أسسها.
وفي سنة 1129هـ، بنى إسماعيل أغا بن عبد الجليل مدرسة في فناء جامع النبي جرجيس لتدريس القراءات والعلوم القرآنية والعلوم القرآنية، (وإسماعيل أغا هو من آل الجليلي، وهو الذي تولى ولاية الموصل سنة 1138هـ)، وقد أرخ هذا بناء المدرسة بأبيات لم تزل مكتوبة على حجر مثبت في صدر المدرسة وهي:
1129هجري.

## موقع الضريح
شيد وبني المبنى للضريح والجامع على أرض مرتفعة حيث كانت مقبرة قديمة تعرف باسم مقبرة قريش، ويقع الضريح الآن في شارع نينوى قرب أسواق السرج خانه، ومبنى الحضرة هو أقدم أبنية الجامع، وترتفع أرضية الحضرة عن مستوى أرض الغرفة التي فيها القبر حوالي متر واحد، والغرفة الثانية تقع غربي الغرفة الأولى وينزل إليها بأربع درجات، وفيها قبر العبد الصالح جرجيس.

## صور الجامع

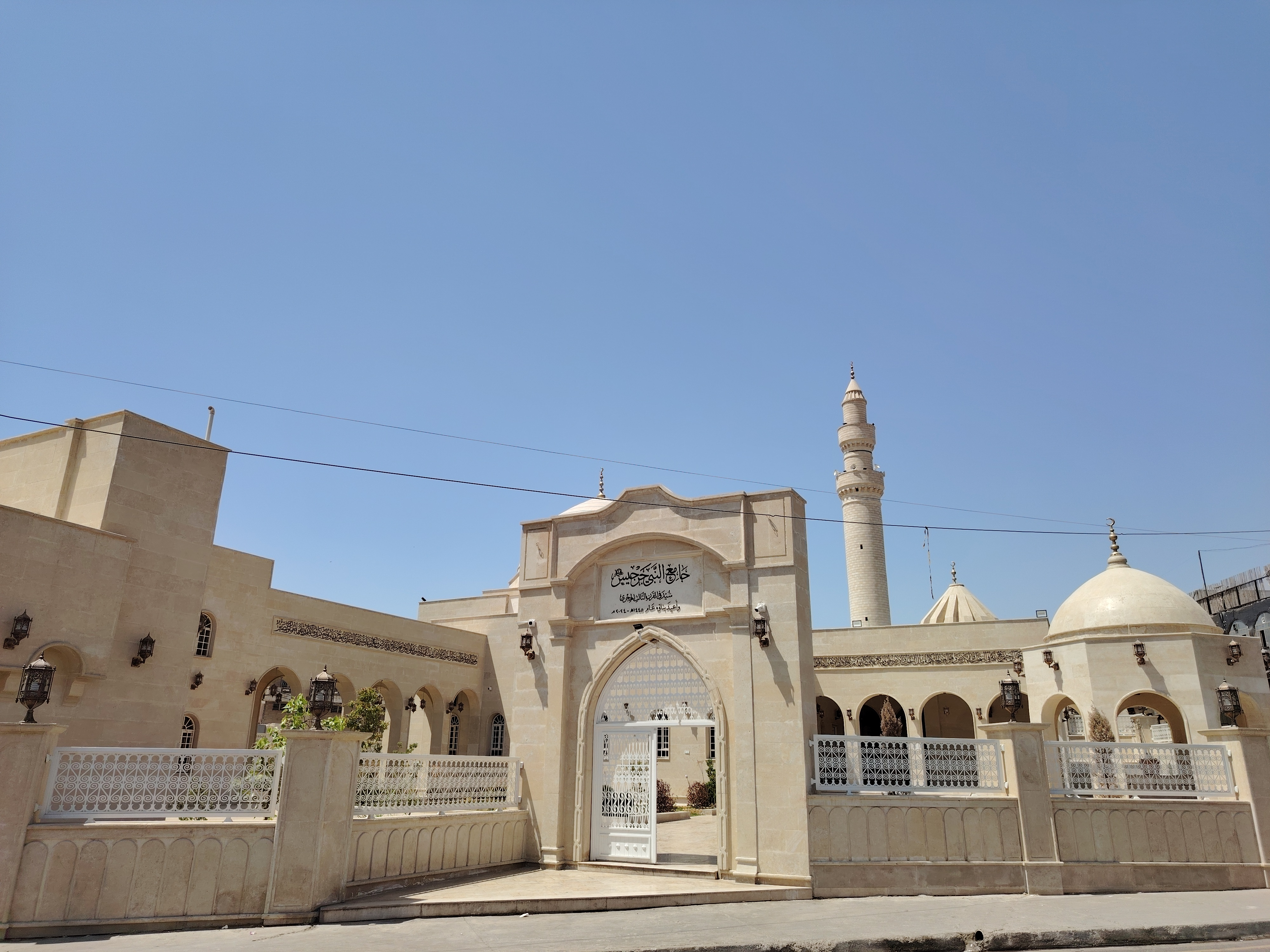
صورة الجامع من الخارج
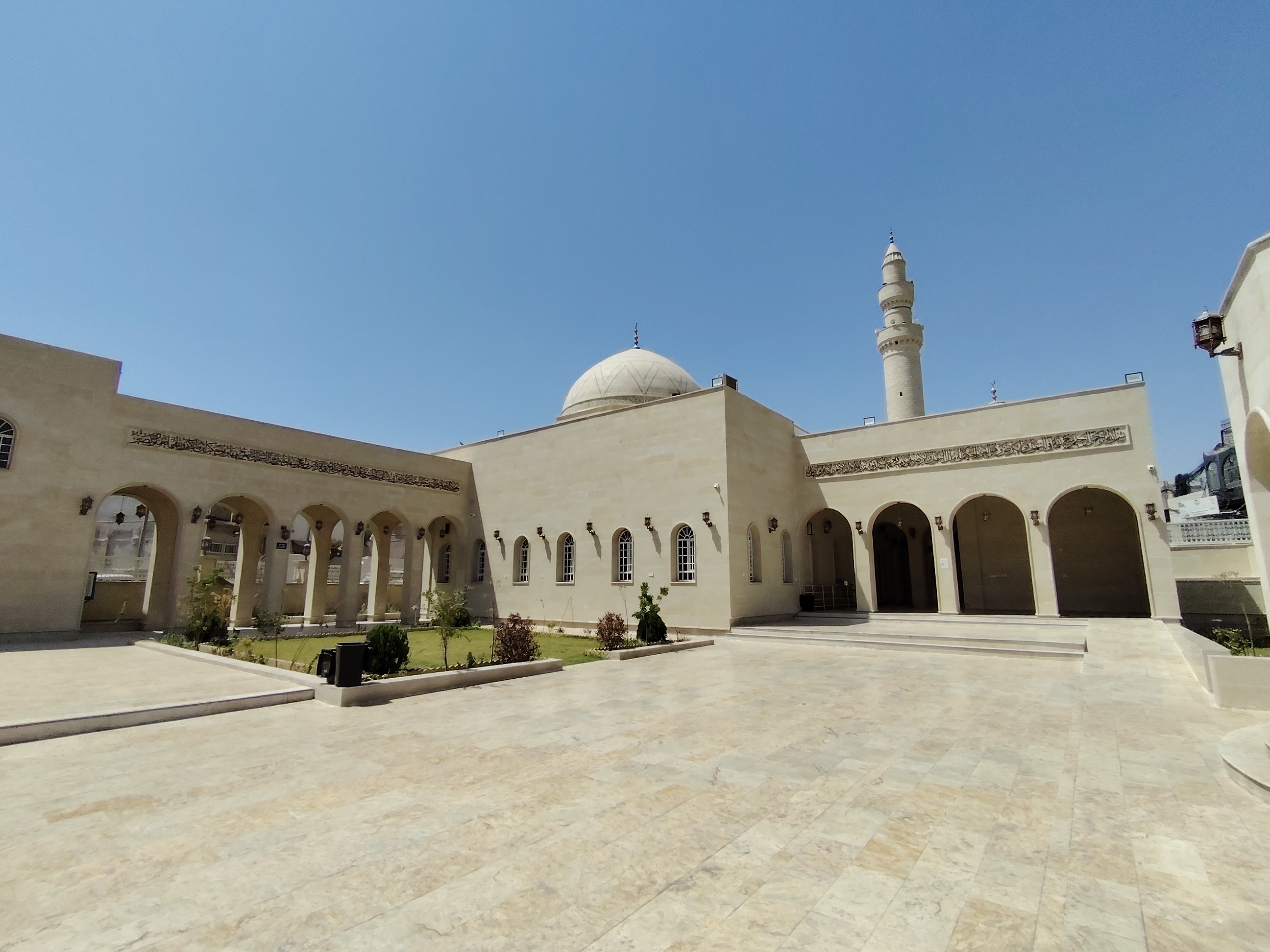
صورة لباحة الجامع
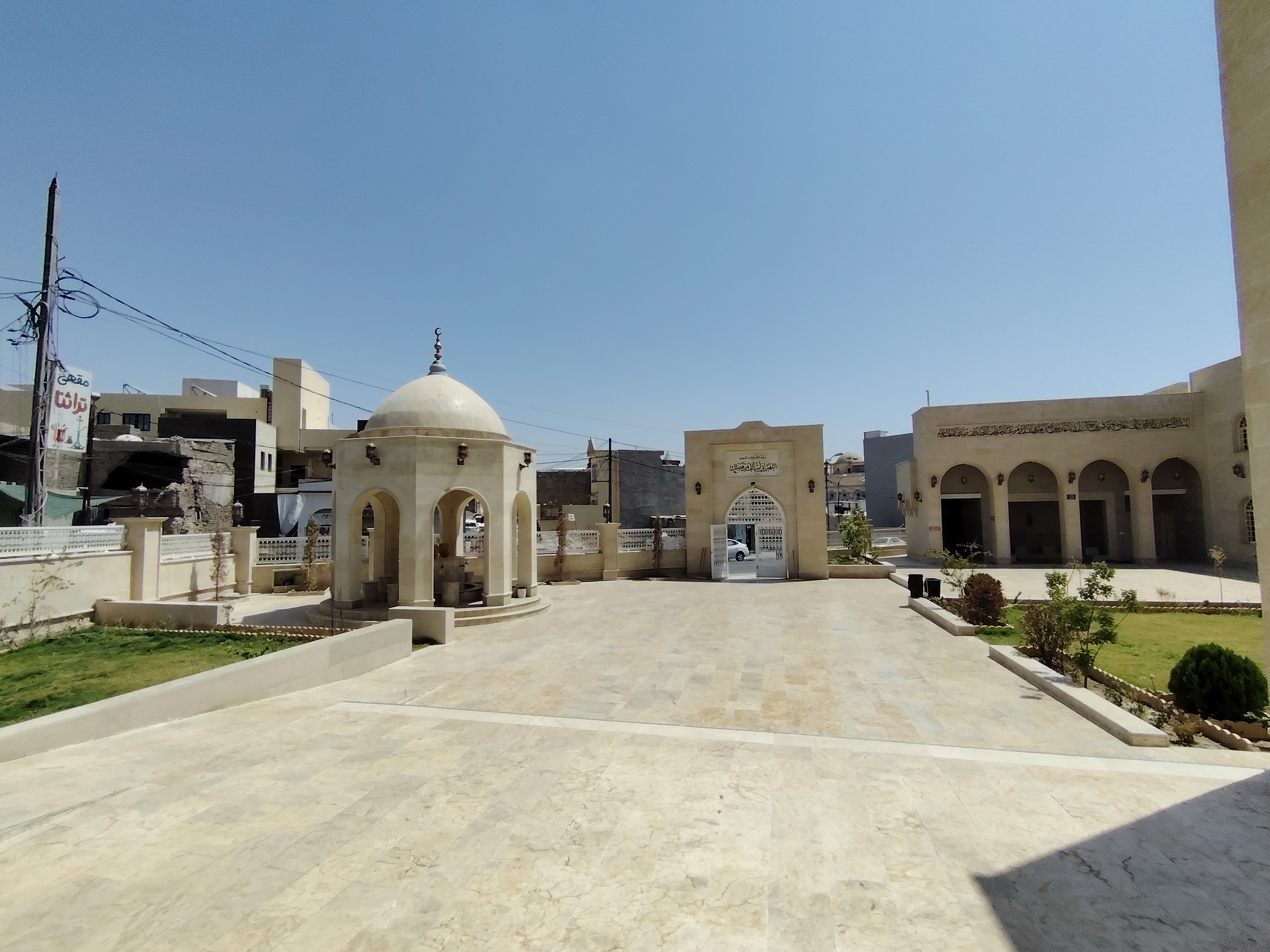
صورة لباحة الجامع
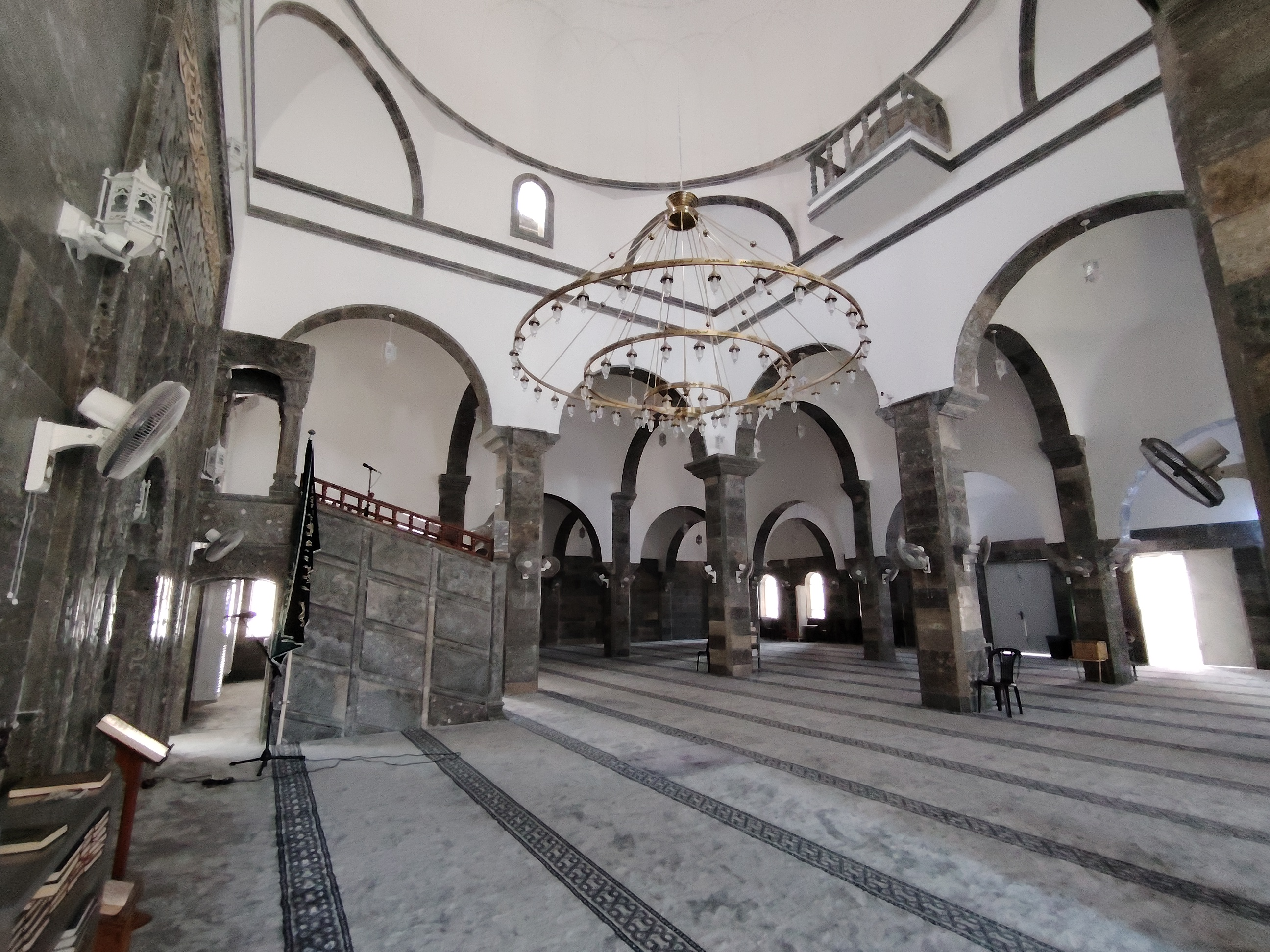
صورة الجامع من الداخل
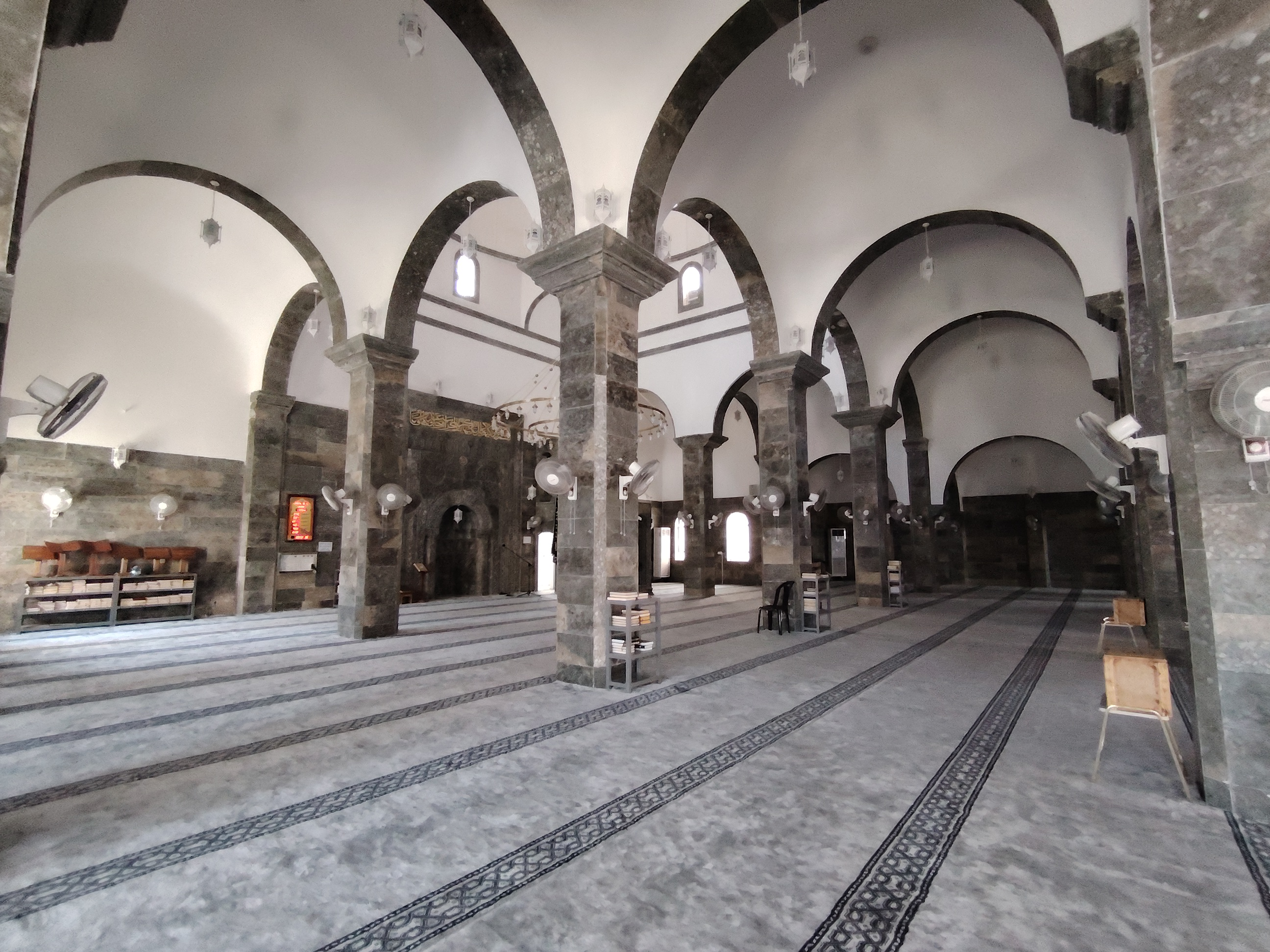
صورة الجامع من الداخل
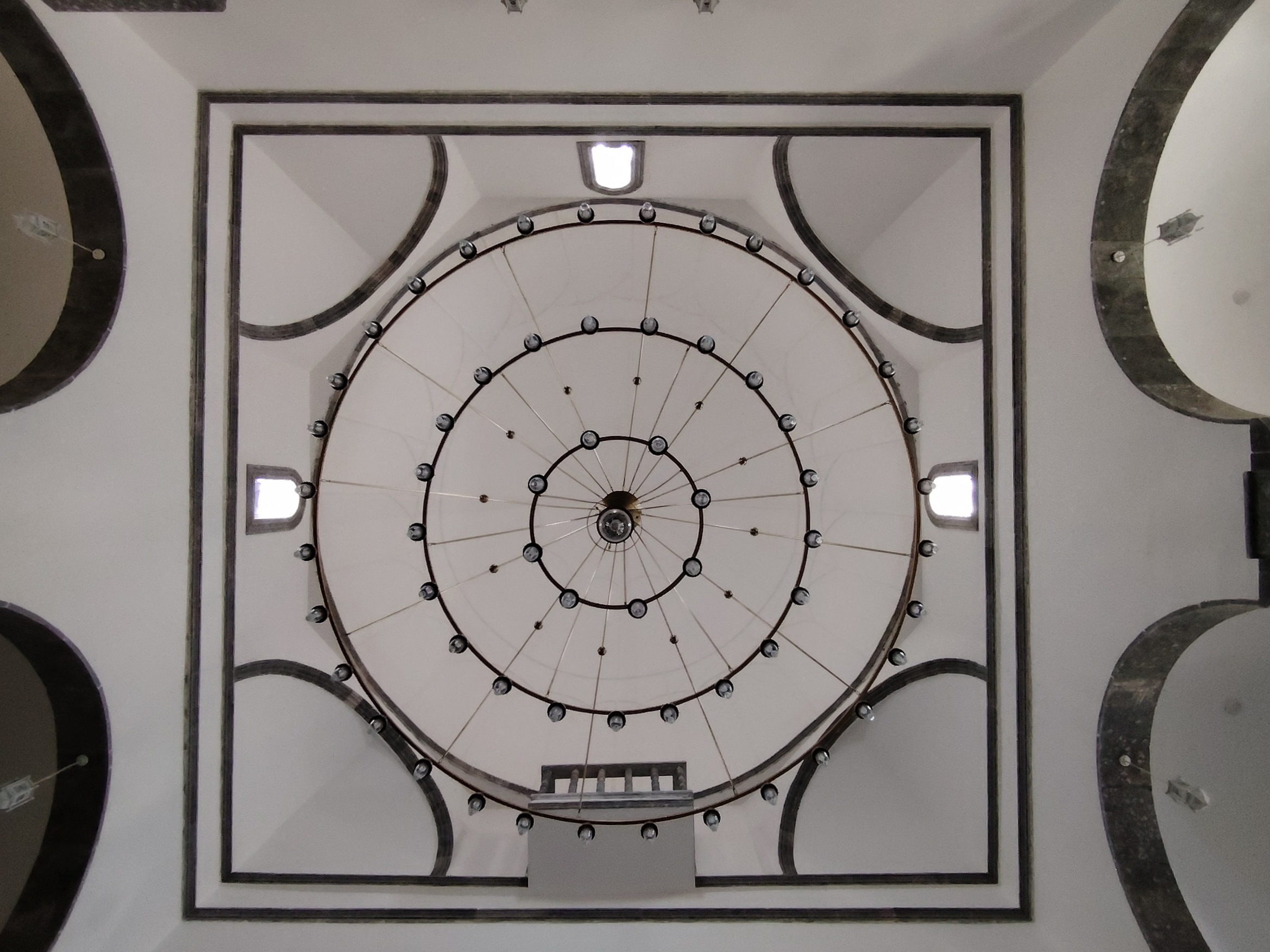
صورة لقبة الجامع من الداخل
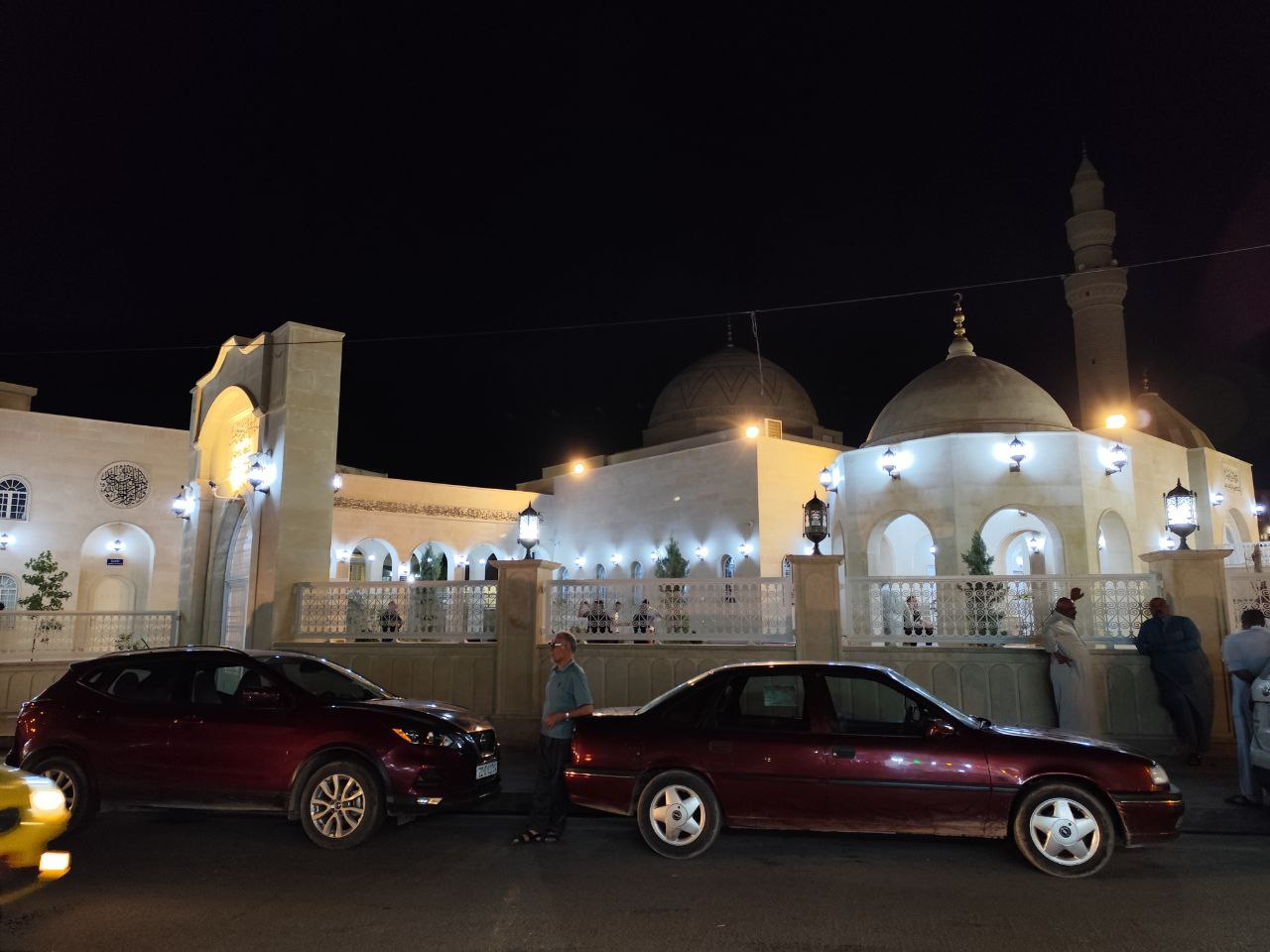
جامع النبي جرجيس ليلا
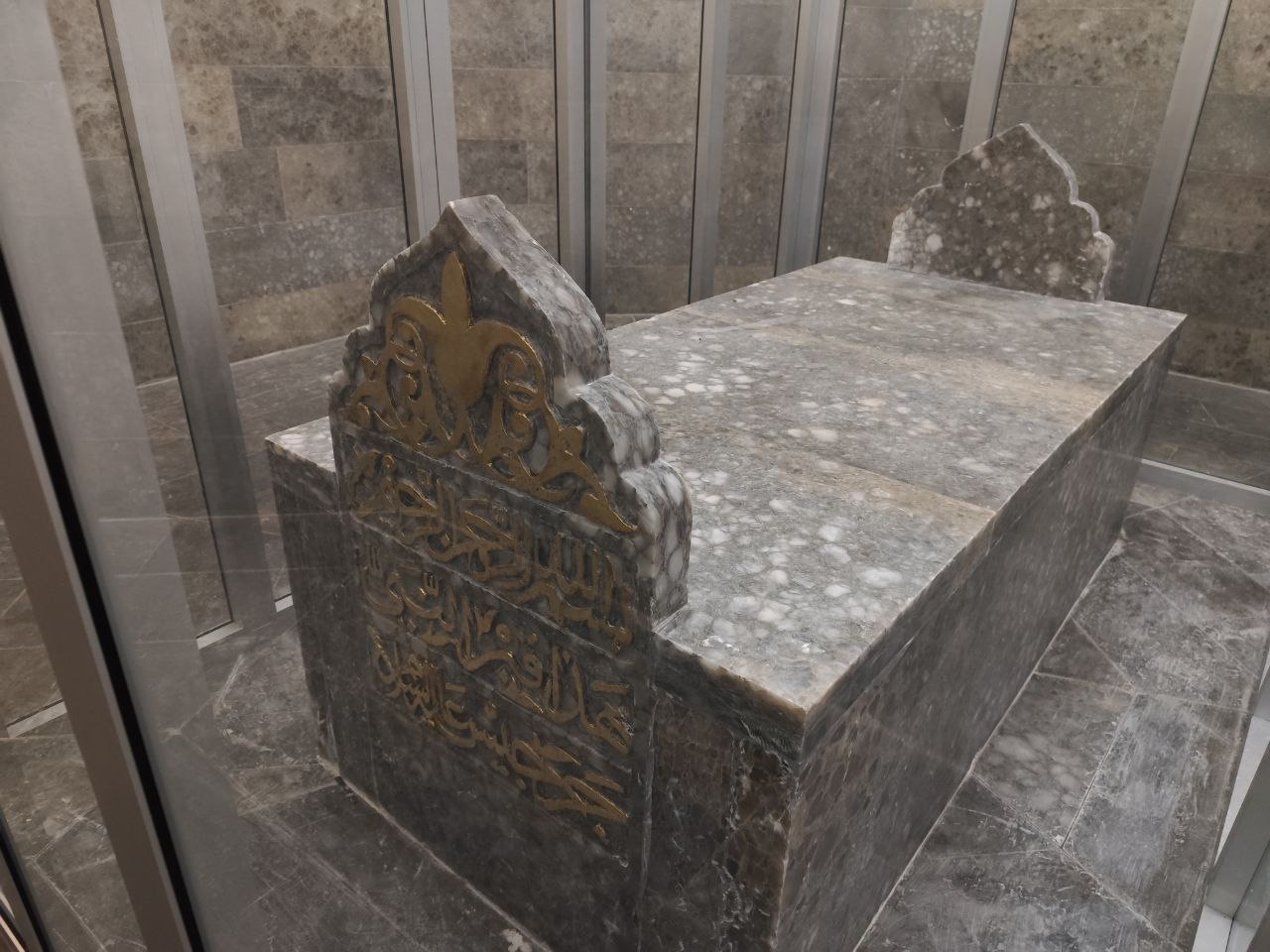
ضريح النبي جرجيس
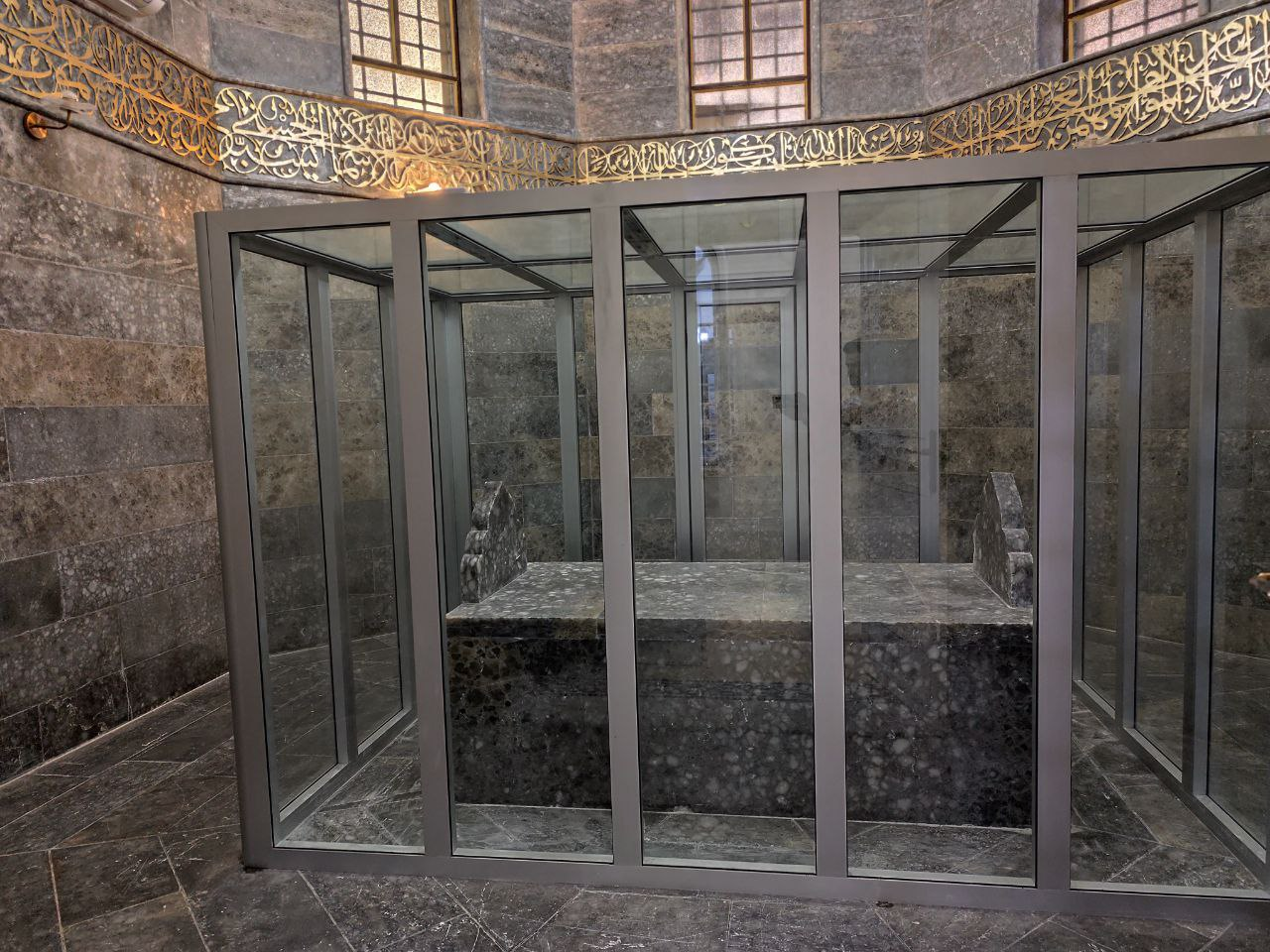
ضريح النبي جرجيس
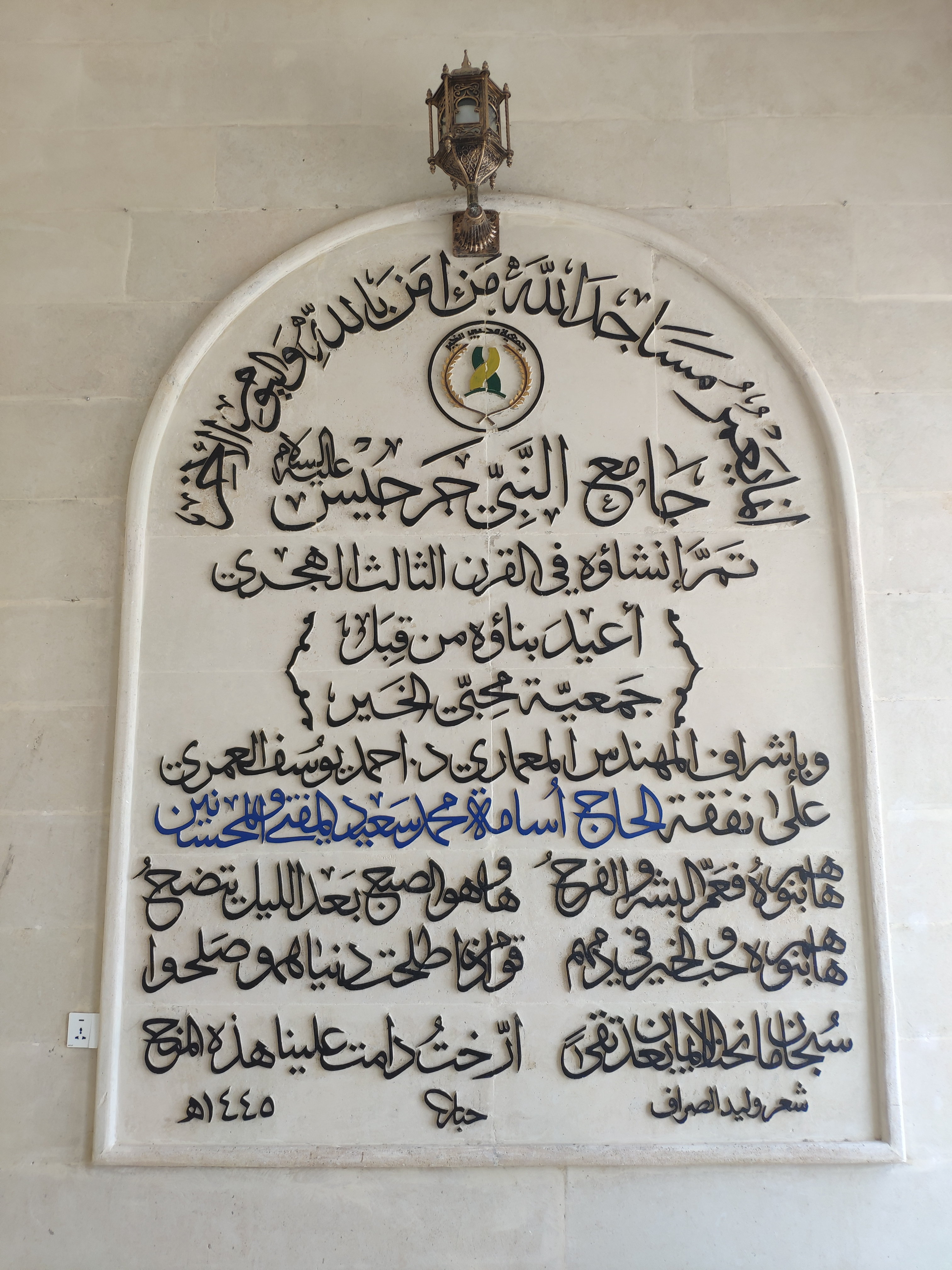
نقش في فناء الجامع
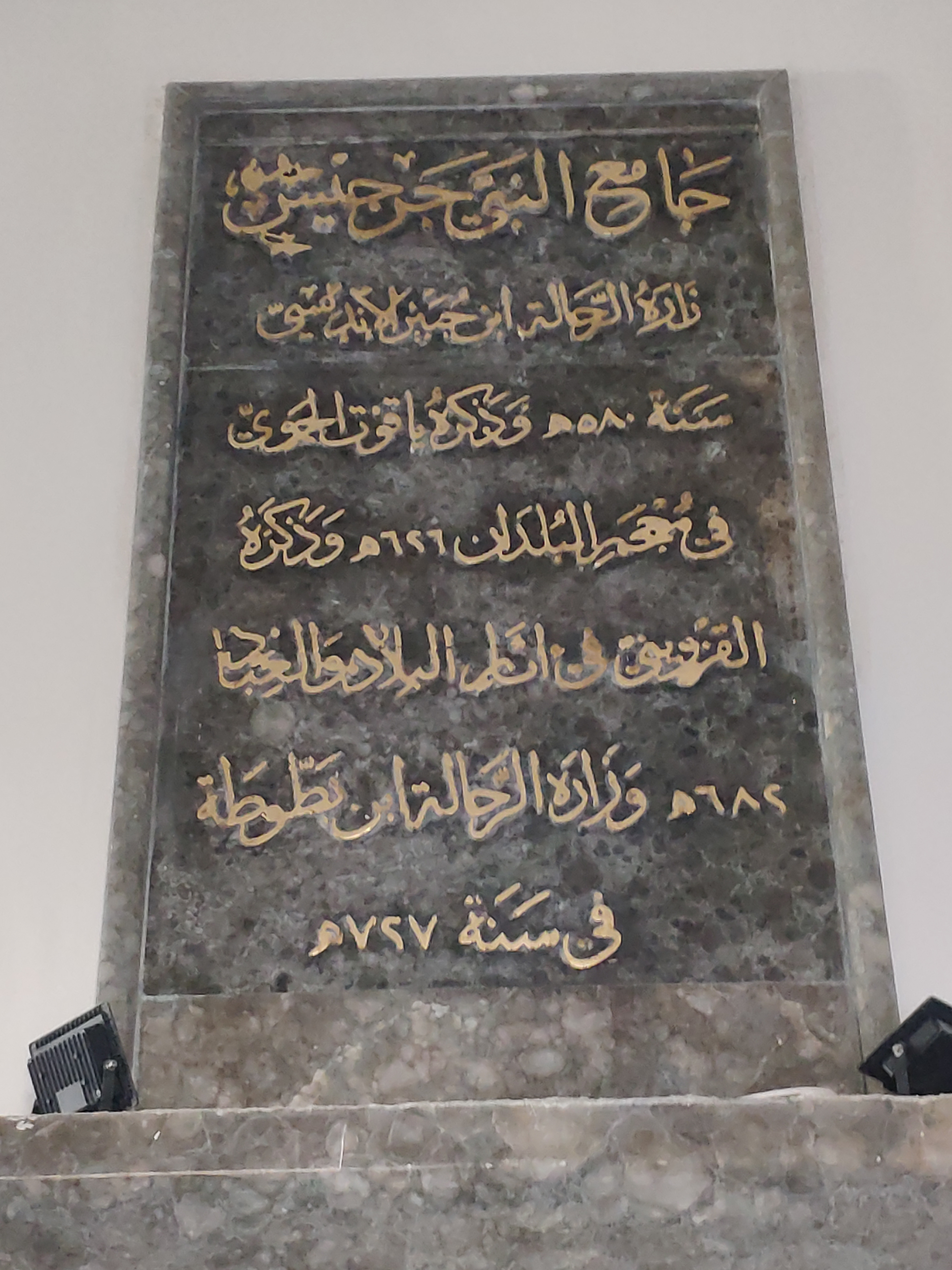
نقش داخل المصلى